# Salix microstachya
Salix microstachya är en videväxtart som beskrevs av Porphir Kiril Nicolai Stepanowitsch Turczaninow och Ernst Rudolf von Trautvetter. Salix microstachya ingår i släktet viden, och familjen videväxter. Utöver nominatformen finns också underarten S. m. bordensis.